# The Power of Conscience (film 1912)
The Power of Conscience è un cortometraggio muto del 1912 diretto da King Baggot e da William Robert Daly. Fu il debutto nella regia per Daly, un attore che avrebbe diretto nella sua carriera circa cinquanta pellicole.

## Produzione
Il film fu prodotto dall'Independent Moving Pictures Co. of America (IMP).

## Distribuzione
Il film uscì nelle sale il 1º febbraio 1912, distribuito dalla Motion Picture Distributors and Sales Company.